# Gmina Miklavž na Dravskem polju
Miklavž na Dravskem polju – gmina w Słowenii, w 2006 roku liczyła 6290 mieszkańców.

## Miejscowości
Miejscowości wchodzące w skład gminy Miklavž na Dravskem polju:
- Dobrovce
- Dravski Dvor
- Miklavž na Dravskem polju – siedziba gminy
- Skoke